# Illice petrovna
Illice petrovna är en fjärilsart som beskrevs av William Schaus 1892. Illice petrovna ingår i släktet Illice och familjen björnspinnare. Inga underarter finns listade i Catalogue of Life.